# Het lint
Het lint is een artistiek kunstwerk in Amstelveen.
Het is een kruising tussen een social sofa en een versierde brugleuning. Bij de herinrichting van het Stadshart Amstelveen in 2006 werd het Project Buurtmozaïeken Amstelveen gestart. Onderdeel van het project is het inschakelen van buurtbewoners bij de inrichting in de wijken. Een eerste resultaat was de vervanging van een afgesleten brugleuning in het Dr. C. Lelyplantsoen. Onder begeleiding van kunstenaars Jeltje van Houten en Nicole van Buuren gingen buurtbewoners middels workshops aan de slag. Van Houten en Van Buren kwamen met het idee een U-vormige kunststof bekleding over de ijzeren leuning te plaatsen. Buurtbewoners en schoolkinderen ontwierpen vervolgens allerlei mozaïekjes om op die bekleding te plaatsen. Op 21 juni 2008 werd het "beeld" onthuld in bijzijn van de kunstenaars en burgemeester Jan van Zanen.
Het object staat in het Dr. C. Lelyplantsoen en is te zien vanaf de Keizer Karelweg. Het project kreeg een vervolg in het mozaïekprojecten De bank van iedereen (2009) en  Kijk op de wijck in wijk Randwijck (2010).